# ルキウス・アエミリウス・バルブラ
ルキウス・アエミリウス・バルブラ（ラテン語: Lucius Aemilius Barbula）は共和政ローマのパトリキ（貴族）出身の政治家・軍人。紀元前281年に執政官（コンスル）を務めた。

## 経歴
紀元前282年、即ちバルブラが執政官に就任する1年前、ローマとターレス（現在のターラント）の間に揉め事が生じていた。ターレスに寄航しようとしたローマ船が攻撃・略奪され、その詰問に出向いたローマ外交使節は侮辱された。これを受けて元老院は、サムニウムと戦っていたバルブラに対し、ターレスに向けて軍を動かすように命令した。彼の使命は再度の交渉であったが、もしそれが拒否された場合は、宣戦布告するように指示されていた。
ターレスは再度ローマとの交渉を拒否した。ターレス単独ではローマに対抗することは出来なかったため、エペイロス王ピュロスに支援を求めた。これを察知したバルブラはターレスへの攻撃を開始し、野戦でターレス軍を破るとともに、いくつかの都市を陥落させた。
ピュロスが先遣として派遣したミロがイタリア半島に上陸すると、海岸沿いの狭い道でバルブラの軍を攻撃した。道の片側は山で、沖合いにはターレスの艦隊が遊弋し、ローマ軍に対して矢を射掛けて来た。バルブラは側面に捕虜にしたターレス兵を置き、ターレス軍に攻撃を躊躇させた。こうしてバルブラはターレス軍の攻撃から逃れることができた。
執政官の任期が終了しても、バルブスはプロコンスル（前執政官）として引き続きイタリア南部での軍事作戦を続けた。ターレス、サムニウム、メサッピアに対する勝利を祝って、紀元前280年にはローマで凱旋式を実施している。
紀元前269年には監察官（ケンソル）を務めた。